# سمنود (مركز)
مركز سمنود مركز إداري مصري. يقع في محافظة الغربية الواقعة شمال جمهورية مصر العربية في دلتا النيل. القاعدة الإدارية للمركز هي مدينة سمنود.

## التاريخ
أصرت نظارة الداخلية قرار في عام 1882 بإلغاء مركز سمنود ونقل ديوان المركز إلى مدينة المحلة وتسميته بمركز المحلة الكبرى نظرًا لصغر حجم سمنود مقارنة بالمحلة، ثم صدر قرار في 18 إبريل 1871 بفصل 12 بلدة من مركز المحلة وستة من مركز زفتى وأربع من طلخا بما مجموعه 22 بلدة لتشكل مركز سمنود ثم أعيدت ناحية شبرا اليمن إلى مركز زفتى لتصبح بلدات المركز 21 بلدة، تبع ذلك إلغاء المركز وإعادة بلداته إلى مراكزها الأصلية في 16 مايو 1929 ثم صدر صدر قرار إعادة المركز في 13 أبريل 1930 ثم إلغائه 24 فبراير 1931 ثم أخيرًا أعيد المركز في 2 مارس 1935.

## التقسيم الإداري
يتكون المركز من 6 وحدات محلية (الراهبين وأبو صير بنا ومحلة زياد وميت عساس وميت بدر حلاوة وميت حبيب الشرقية) و21 قرية و27 عزبة. ويرأس المدينة ومركزها كمال عبد الله عزت يعد مركز سمنود أصغر مراكز المحافظة مساحة (144,63 كم2).

## الاقتصاد

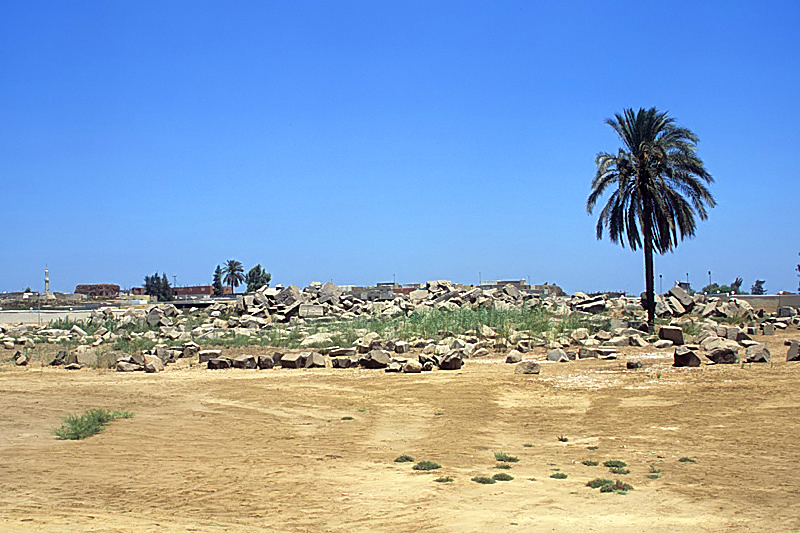
أطلال معبد بهبيت الحجارة

يوجد بمركز سمنود 5426 وحدة حيوانية أي 6,9%، و31 منشأة غذائية. يوجد بالمركز ثلاثة مواقع أثرية أولهم معبد سمنود وقرية أبو صير بنا وقرية بهبيت الحجارة التي يوجد بها أطلال معبد بطلمي قديم على حجارته العديد من النقوش واللوحات.

## السكان
بلغ عدد سكان المركز 430,700 نسمة في تقدير 2024 أغلبهم ريفيون باستثناء سكان مدينة سمنود (91,769 نسمة)، عدد الرجال منهم 218,901 والنساء 211,799 نسمة. كان عدد سكان المركز 398,157 نسمة في تعداد 2017.
| عدد السكان | السنة | عدد السكان | السنة |
| ---------- | ----- | ---------- | ----- |
| 53,992     | 1882  | 120,820    | 1960  |
| 61,361     | 1897  | 162,402    | 1976  |
| 68,221     | 1907  | 209,156    | 1986  |
| 70,631     | 1917  | 249,673    | 1996  |
| 73,908     | 1927  | 298,166    | 2006  |
| 76,533     | 1937  | 398,157    | 2017  |
| 88,339     | 1947  | 430,700    | 2024  |

### الدين
آخر تعداد مصري يذكر الدين كان تعداد 1986 والذي يتضح منه أن أغلبية الكاسحة من السكان مسلمون (208,872 نسمة) مع أقلية مسيحية صغيرة (282 نسمة).

### التعليم
يوجد في سمنود ومركزها 274 مدرسة إلا أنه بشكل عام يوجد عجز في عدد المدارس (عجز في 231 مدرسة) وارتفاع للكثافة العددية للطلاب في فصول مدراس المركز. نسبة الأمية بالمركز عالية إذ يبلغ عددهم 75,318 نسمة (18,8%) ولكنها نسبة أقل من متوسط المحافظة، أما أكبر شريحة تعليمية فهم ذوي التعليم المتوسط 88,871 نسمة (29,1%) تعداد 2017.